# Kugelbedingung
In der Mathematik ist eine Kugelbedingung eine Eigenschaft einer Teilmenge {\displaystyle \Omega } eines metrischen Raums, in der Regel des {\displaystyle \mathbb {R} ^{n}}. Anschaulich erfüllt {\displaystyle \Omega } die Kugelbedingung, wenn man an jeden Randpunkt eine Kugel so anlegen kann, dass der Schnitt des Randes mit dieser Kugel nur ebendieser Punkt ist. Je nachdem, ob diese Kugel in der Menge oder außerhalb liegt, spricht man von einer inneren bzw. äußeren Kugelbedingung.
Kugelbedingungen finden beispielsweise Anwendung bei der Formulierung von Bedingungen an die Lösbarkeit des Dirichlet-Problems mit der Poissongleichung.

## Mathematische Formulierung

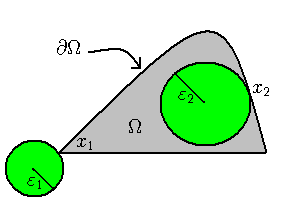
Äußere Kugelbedingung in, innere (und äußere) Kugelbedingung in

{\displaystyle \Omega } erfüllt in {\displaystyle x_{0}} eine innere Kugelbedingung, wenn gilt:
{\displaystyle \exists \,x\in \Omega ,\,\varepsilon >0:B_{\varepsilon }(x)\subset {\overline {\Omega }}\land B_{\varepsilon }(x)\cap \partial \Omega =\{x_{0}\}}
Umgekehrt erfüllt {\displaystyle \Omega } in {\displaystyle x_{0}} eine äußere Kugelbedingung, wenn gilt:
{\displaystyle \exists \,x\in \Omega ^{c},\,\varepsilon >0:B_{\varepsilon }(x)\cap {\overline {\Omega }}=\{x_{0}\}}
Dabei bezeichnet {\displaystyle B_{\varepsilon }(x)} die Kugel um {\displaystyle x} mit Radius {\displaystyle \varepsilon }. Gilt diese Behauptung für jeden Punkt {\displaystyle x_{0}}, so sagt man, dass {\displaystyle \Omega } die Kugelbedingung erfüllt. Kann außerdem in jedem Punkt derselbe Radius {\displaystyle \varepsilon } verwendet werden, sagt man, dass die Kugelbedingung gleichmäßig erfüllt ist.

## Beispiele
Das Vorliegen einer Kugelbedingung stellt eine gewisse Glattheit des Randes sicher. Offenbar erfüllen die Punkte auf den Kanten eines Würfels keine innere Kugelbedingung. Die inneren Flächenpunkte einer Würfeloberfläche erfüllen offenbar eine Kugelbedingung, aber nicht gleichmäßig, da man mit dem Radius kleiner werden muss, wenn man sich mit dem Punkt einer Kante nähert. In nebenstehender Zeichnung genügt {\displaystyle \Omega } einer gleichmäßigen äußeren Kugelbedingung, wie leicht aus der Konvexität der Menge {\displaystyle \Omega } folgt. In den spitzen Ecken wie {\displaystyle x_{1}} liegt keine innere Kugelbedingung vor.